# Aichryson bituminosum
Espèce
Aichryson bituminosum est une espèce de plantes grasses de la famille des Crassulaceae et du genre Aichryson. Elle est endémique de Grande Canarie, une des îles Canaries.